# John Lennox
John Carson Lennox (Armagh, 7 novembre 1943) è un matematico e scrittore nordirlandese.
Professore emerito di matematica all'Università di Oxford, Lennox è autore di numerosi libri sulla religione, sulla bioetica e il rapporto tra scienza e Dio. Egli, da tutta la vita un convinto cristiano, è anche noto per i suoi dibattiti con esponenti dell'ateismo.
Durante la sua carriera universitaria ha approfondito lo studio sulla teoria dei gruppi.

## Biografia
John Lennox è nato nel 1943 in Irlanda del Nord.
Ha inizialmente frequentato la Royal School, ad Armagh. Lennox ha successivamente conseguito il Master of Arts in filosofia presso l'Università di Cambridge con la tesi "Centrality and Permutability in Soluble Groups "(1970). Ha anche ottenuto un dottorato in matematica dall'Università di Cardiff per le sue ricerche e una laurea in bioetica presso l'Università del Surrey.
Dopo aver completato il suo dottorato, Lennox si è trasferito a Cardiff, in Galles. Durante i suoi 29 anni a Cardiff ha tenuto numerose conferenze sia in Europa orientale che occidentale, Russia e Nord America riguardo alla matematica, apologetica e all'esposizione delle Scritture.
Lennox è autore di una serie di libri sulle relazioni tra scienza, religione ed etica. Ha pubblicato oltre 70 articoli sulla matematica, è stato coautore di due monografie matematiche per Oxford; ha anche lavorato come traduttore di matematica russa.

## Dibattiti
Lennox ha fatto parte di numerosi dibattiti pubblici che difendono la sua fede cristiana, compresi i dibattiti con Christopher Hitchens, Michael Shermer, Richard Dawkins, Lawrence Krauss, Peter Atkins, e Peter Singer.

## Vita privata
Lennox parla fluentemente inglese, russo, francese e tedesco. È sposato con Sally e ha tre figli.